# Čchü-fu
Čchü-fu (čínsky pchin-jinem Qūfù, znaky 曲阜) je město a městský okres v čínské provincii Šan-tung. Podle tradice se zde narodil Konfucius, zakladatel konfucianismu. V současné době se zde nachází řada památek jako Konfuciův chrám, který čítá více než 100 budov. Všechny tyto budovy i s dalšími památkami se roce 1994 staly součástí světového dědictví UNESCO.
Je zde železniční stanice na vysokorychlostní trati Peking – Šanghaj.